# François Van Campenhout
Pour les articles homonymes, voir Van Campenhout.
François Van Campenhout, né à Bruxelles (Duché de Brabant, Pays-Bas autrichiens) le 5 février 1779 et mort dans sa ville natale le 24 avril 1848, est un chanteur d'opéra, violoniste, chef d'orchestre, compositeur qui fut tour à tour autrichien, français, néerlandais et enfin belge.

## Biographie
François Van Campenhout est à l'origine de la première version de la musique de La Brabançonne, l'hymne national de la Belgique.
Il a fait partie de la troupe du Théâtre de la Monnaie de 1801 à 1805.
En reconnaissance au compositeur de l'hymne national, Charles Rogier lui obtint, en 1840, le vote par le parlement d'une pension de 1 200 francs.
Il fut initié à la franc-maçonnerie et fit partie de la loge des Amis philanthropes no 1 Bruxelles (GOB). 
Ses funérailles, au cours desquelles les honneurs militaires furent rendus, furent célébrées en l'église Saint-Nicolas à Bruxelles le 27 avril 1848.   
Il est inhumé au cimetière de Bruxelles à Evere.

## Hommages et Distinctions
- Décoré de la Croix de Fer
- Créé chevalier de l'Ordre de Léopold par arrêté royal du 25 septembre 1845
- Une rue de Bruxelles porte son nom (arrêtés du Collège de la Ville de Bruxelles 14 avril et 15 mai 1877).